# Philippe Wampfler

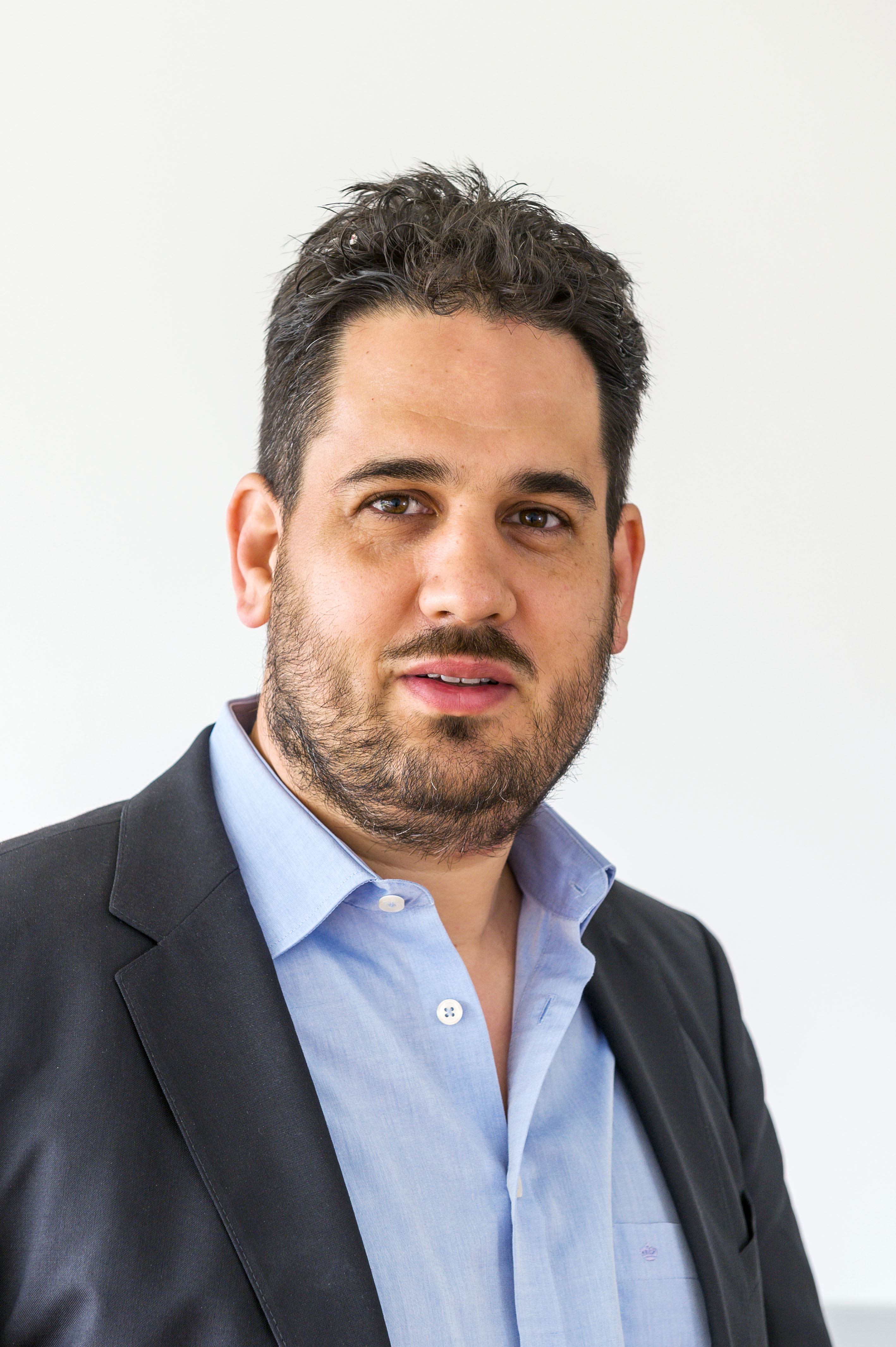
Philippe Wampfler (2020)

Philippe Wampfler (* 22. September 1977 in Baden AG) ist ein Schweizer Autor und Lehrer. Er beschäftigt sich mit Fragen der digitalen Bildung und der Bedeutung von Beurteilung im Unterricht.

## Leben
Wampfler studierte Germanistik, Mathematik und Philosophie an der Universität Zürich. Er arbeitet als Deutschlehrer an der Kantonsschule Uetikon am See. Ferner ist er als Dozent an verschiedenen Fachhochschulen der Schweiz tätig und führt Weiterbildungsveranstaltungen an Schulen durch. Seit 2015 lehrt er Fachdidaktik Deutsch am Institut für Erziehungswissenschaften der Universität Zürich.
Wampfler ist Vater von drei Kindern und lebt in Zürich.

## Werk
Wampfler analysiert in Sachbüchern, Fachartikeln, seinem Blog sowie in sozialen Medien die Bedeutung von Digitalität im Unterricht. In der Phase des Fernunterrichts hat er auf seinem Youtube-Kanal über 100 Tutorials für Lehrkräfte veröffentlicht und ein Buch zum Hybridunterricht herausgebracht.  
Wampfler setzt sich für die Abschaffung von Noten und Prüfungen ein und hat zum Thema zusammen mit Björn Nölte ein Buch geschrieben. Er ist Gründungsmitglied des Instituts für zeitgemäße Prüfungskultur und hat zusammen mit anderen Mitgliedern einen Sammelband zur Transformation der Prüfungskultur an Schulen im deutschsprachigen Raum herausgegeben. 
Seit 2021 diskutiert Wampfler die Möglichkeiten eines Einsatzes von Künstlicher Intelligenz im Deutschunterricht.

## Bücher

### Bücher
- L'école, c'est moi. HEP, Bern 2024, ISBN 978-3-0355-2676-9.
- mit Björn Nölte: Eine Schule ohne Noten. HEP, Bern 2021, ISBN 978-3-0355-1966-2.
- Digitales Schreiben. Blogs und Co. im Unterricht. Reclam, Stuttgart 2020, ISBN 978-3-15-014029-1.
- Schwimmen lernen im digitalen Chaos. Wie Kommunikation trotz Nonsens gelingt. Stämpfli Verlag, Bern 2017, ISBN 978-3-7272-7886-0.
- Digitaler Deutschunterricht. Neue Medien produktiv nutzen. Vandenhoeck & Ruprecht, Göttingen 2017, ISBN 978-3-525-70197-3.
- Generation Social Media. Wie digitale Kommunikation Leben, Beziehungen und Lernen Jugendlicher verändert. Vandenhoeck & Ruprecht, Göttingen 2014, ISBN 978-3-525-70168-3.
- Facebook, Blogs und Wikis in der Schule. Ein Social-Media-Leitfaden. Vandenhoeck & Ruprecht, Göttingen 2013, ISBN 978-3-525-70165-2.

### Herausgeber
- mit Adriane Langela, Ricarda Dreier und Christian Albrecht: Wege zu einer zeitgemäßen Prüfungskultur. Beltz, Weinheim 2024, ISBN 978-3-407-63311-8.
- mit Axel Krommer und Wanda Klee: Hybrides Lernen. Zur Theorie und Praxis von Präsenz- und Distanzlernen. Beltz, Weinheim 2021, ISBN 978-3-407-63223-4.
- Macht im Netz. Reclam, Stuttgart 2019, ISBN 978-3-15-015078-8.
- mit Axel Krommer, Martin Lindner, Dejan Mihajlović, und Jöran Muuß-Merholz: Routenplaner #DigitaleBildung. Auf dem Weg zu zeitgemäßem Lernen. Eine Orientierungshilfe im Digitalen Wandel. ZLL21, Hamburg 2019, ISBN 978-94-6386-533-3.